# VfR Neumünster
Maillots
Le VfR Neumünster est un club allemand de football localisé à Neumünster dans le Schleswig-Holstein.

## Histoire
Le club fut créé le 3 mars 1910 sous l’appellation  FV Neumünster par des membres du FC Germania 1907 Neumünster et du FC Viktoria 1909 Neumünster. En 1924, le FV s’associe avec le VfR 1923 Neumünster, qui était la section football du TV Gut-Heil Neumünster.
Durant ses premières années d’existence, le VfR enregistra des résultats modestes et resta dans l’anonymat des séries inférieures. 
Peu après la Seconde Guerre mondiale, le club monta en Oberliga Nord en 1955 et y évolua jusqu’à la dissolution de cette ligue en 1963, l'année de création de la Bundesliga. Son meilleur classement en Oberliga Nord fut une 3e place obtenue en 1958-1959.
Ensuite, le VfR Neumünster joua deux saisons au 2e niveau dans la Regionalliga Nord puis fut relégué et resta dans les ligues régionales du Nord jusqu'aux années 90.
En 1995, le club gagna le droit de monter en Oberliga Hamburg/Schleswig-Holstein (équivalent Division 4).
Lors de la saison 2002-2003, le VfR Neumünster termina vice-champion derrière le FC St-Pauli Amateur. Cette équipe ne pouvant monter au 3e niveau, Neumünster disputa le tour final regroupant les qualifiés des Oberliga Hamburg/Schleswig-Holstein, Oberliga Bremen/Niedersachsen, Oberliga Nordost/Nord et Oberliga Nordost/Süd. Le VfR Neumünster battit deux fois les Kickers Emden en matches aller/retour et gagna le droit de monter en Regionalliga Nord (équivalent Division 3). Le club y termina dernier et redescendit aussi vite en Oberliga Hamburg/Schleswig-Holstein.
En 2007, le VfR Neumünster n’obtint plus sa licence et retourne en séries amateurs, malgré une 11e place sur 18 au classement final de son Oberliga.

## Palmarès
- Champion de la ’Amateurliga Schleswig-Holstein 1966.
- Champion de la Landesliga Schleswig-Holstein: 1976.
- Champion de la Verbandsliga Schleswig-Holstein: 1980.
- Champion de la Verbandsliga Hamburg/Schleswig-Holstein: 2000.
- Vice-champion de l’Oberliga Hamburg/Schleswig-Holstein: 2003.
- Vainqueur de la Schleswig-Holstein Pokal: 1975, 2004.

## Sources et liens externes
- Website officiel du VfR Neumünster
- Grüne, Hardy (2001). Vereinslexikon. Kassel: AGON Sportverlag  (ISBN 3-89784-147-9)
- Archives des ligues allemandes depuis 1903
- Base de données du football allemand